# هجوم فيستولا - الأودر
هجوم فيستولا-اودر أو عملية فيسلا – أودر الهجومية تمثل الهجوم الاستراتيجي للقوات السوفيتية في الجانب الأيمن للجبهة السوفيتية الألمانية في الفترة ما بين 12 يناير/كانون الثاني و3 فبراير/شباط عام 1945. وشاركت في العملية قوات الجبهة البيلاروسية الأولى بقيادة المارشال جوكوف والجبهة الأوكرانية الأولى بقيادة المارشال كونيف. وأسفرت العملية عن تحرير أراضي بولندا من القوات الألمانية غربي نهر فيسلا والاستيلاء على رؤوس الجسور على ضفة نهر أودر الألماني التي انطلق منها فيما بعد الهجوم السوفيتي على برلين. واتصفت العملية بوتائر عالية لتقدم القوات، أي ما يعادل 20 - 30 كيلومترا كل يوم. واجتازت القوات السوفيتية خلال العملية 7 خطوط دفاعية ألمانية محصنة، بالإضافة إلى أنها عبرت نهرين كبيرين.
واجه الجيش الألماني بحلول عام 1945 مشاكل جدية على طول الجبهة السوفيتية الألمانية، حيث انخرط الجيش الألماني في اشتباكات عنيفة مع وحدات الجيش السوفيتي في بروسيا الشرقية والمجر. واحتلت القوات السوفيتية منطقة حقول النفط الرومانية بلويشتي. واستمر انسحاب القوات الألمانية في الجبهة الغربية. وتواصل القصف الجوي للحلفاء مما ألحق أضرارا فادحة بالاقتصاد الألماني. واستنفدت عمليا القوى البشرية في ألمانيا. وبالرغم من كل ذلك فان الجيش الألماني شن في ديسمبر/كانون الأول عام 1944 الهجوم الاستراتيجي على قوات الحلفاء في الجبهة الغربية الذي يمكن اعتباره محاولة ألمانية أخيرة لتغيير سير الحرب العالمية الثانية لصالح الرايخ الألماني. واضطرت القيادة الألمانية إلى نقل القوة البشرية والمعدات والامدادات إلى 3 جبهات بينها المجر وبروسيا الشرقية والجبهة الغربية، الأمر الذي أدى إلى إضعاف الجبهة التي مرت بنهر فيستولا في بولندا، والتي اتصفت باستقرارها منذ سبتمبر/ايلول عام 1944.

## القوات على الجانبين

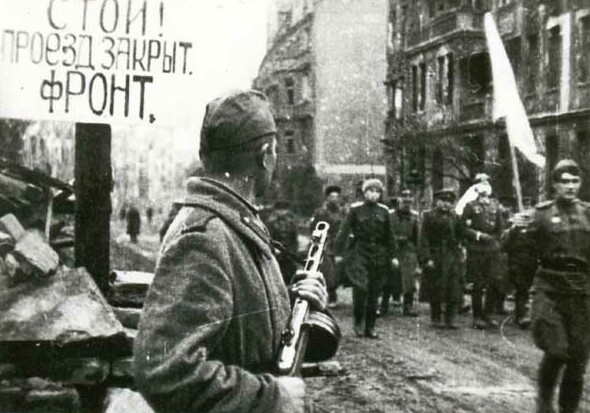
Delegation of German officers walking for negotiations before capitulation of حصار بريسلاو

### الجيش الأحمر
جبهتان للجيش الأحمر كانتا ضالعتان مباشرة في الهجوم. الجبهة البيلاروسية الأولى، المحتفظة بالقطاع حول وارسو وجنوباً في رؤوس جسور Magnuszew وبولافي، كان يقودها المارشال غيورغي جوكوف؛ أما الجبهة الأوكرانية الأولى، التي كانت تحتل رأس الجسر صاندومير، فقد كان يقودها المارشال إيفان كونيف.
جوكوف وكونيف كانا يرأسان 163 فرقة للعملية بمجموع:
- 2,203,000 جندي
- 4,529 دبابة
- 2,513 مدفع هجومs
- 13,763 pieces of مدفعية ميدانية (76 mm or more)
- 14,812 مدفع هاون
- 4,936 مدفع مضاد للدبابات
- 2,198 قاذفة صواريخ كاتيوشا multiple rocket launchers
- 5,000 طائرة

#### الانتشار
- الجبهة البيلاروسية الأولى (المارشال غيورغي جوكوف)
  - 47th Army  [لغات أخرى]‏
  - الجيش البولندي الأول (1944-1945) (General Stanislav Poplavsky)
  - 3rd Shock Army  [لغات أخرى]‏
  - 61st Army  [لغات أخرى]‏
  - جيش دبابات الحرس الأول
  - 2nd Guards Tank Army  [لغات أخرى]‏
  - 5th Shock Army  [لغات أخرى]‏ (in Magnuszew bridgehead)
  - 8th Guards Army  [لغات أخرى]‏ (in Magnuszew bridgehead) (General فاسيلي تشويكوف)
  - 69th Army (in Puławy bridgehead)
  - 33rd Army  [لغات أخرى]‏ (in Puławy bridgehead)
- الجبهة الأوكرانية الأولى (المارشال إيفان كونيف)
  - 21st Army  [لغات أخرى]‏
  - 6th Army  [لغات أخرى]‏
  - 3rd Guards Army  [لغات أخرى]‏
  - 13th Army  [لغات أخرى]‏
  - 4th Tank Army  [لغات أخرى]‏
  - 3rd Guards Tank Army  [لغات أخرى]‏
  - 52nd Army  [لغات أخرى]‏
  - 5th Guards Army  [لغات أخرى]‏
  - 59th Army  [لغات أخرى]‏
  - 60th Army  [لغات أخرى]‏

### ڤرماخت

#### النسق القتالي
- مجموعة الجيوش أ (Colonel-General Josef Harpe to January 20; then فرديناند شورنر)
  - الجيش التاسع (فيرماخت) (General Smilo Freiherr von Lüttwitz to January 20; then General Theodor Busse)
    - فيلق بانزر 56 (General جوهانس بلوك)
    - XXXXVI Panzer Corps  [لغات أخرى]‏ (General والتر فرايز)
    - VIII Corps (General والتر هارتمان)

  - الجيش الرابع بانزر (General فريتز هوبير جريسير)
    - LXII Corps  [لغات أخرى]‏ (General هيرمان ريكاناجيل)
    - فيلق الجيش الرابع والعشرون (General Walther Nehring)[5]
    - فيلق بانزر الثامن والأربعون (General Maximilian Reichsfreiherr von Edelsheim)

  - Seventeenth Army  [لغات أخرى]‏ (General فريدريش شولتز)
    - LIX Corps  [لغات أخرى]‏
    - فيلق الجيش الحادي عشر
    - فيلق الجيش إس إس الحادي عشر

## الهجوم
لقد واجهت القوات السوفيتية في بولندا بحلول عام 1945 ثلاث مجموعات للجيوش الألمانية التي ضمت 28 فرقة ولوائين بتعداد 400 الف جندي و5 آلاف مدفع وهاون و1200 دبابة و600 طائرة. وقد انشأ الالمان بضع مناطق دفاعية محصنة، بينها مناطق مودلين ووارسو ورادوم وكراكوف وبريسلاو وغيرها. اما الجبهتان الروسيتان فضمتا 16 جيشا للمشاة و4 جيوش للدبابات وجيشين جويين بتعداد 1.5 مليون جندي و37 الف مدفع و7000 دبابة و5 آلاف طائرة.
بدأ الهجوم السوفيتي في الجبهة البولندية في 12 يناير/كانون الأول عام 1945 . وفي الوقت نفسه انتقلت إلى الهجوم قوات الجبهتين البيلاروسيتين الثانية والثالثة بقيادة الجنرال روكوسوفسكي والجنرال تشيرنياخوفسكي في بروسيا الشرقية، الامر الذي اضطر القيادة الألمانية إلى ايقاف العمليات الحربية في الجبهة الغربية ونقل الامدادات إلى الجبهة الشرقية من بروسيا الشرقية. لكن القوات السوفيتية اخترقت الجبهة شمالي وارسو وأجبرت الالمان على الانسحاب السريع لتفادي الحصار. وتم تحرير وارسو من القوات الألمانية في 17 يناير/كانون الثاني عام 1945 . ولم تجد الوحدات السوفيتية في المدينة الا الانقاض والرماد. وبقى في وارسو 160 الف نسمة من مجموع السكان الذين كان قد بلغ تعدادهم قبل وقوع الحرب المليون و300 الف نسمة.
في 18 يناير/كانون الثاني انهارت الدفاعات الألمانية على طول 500 كيلومترمن الجبهة. واندفعت القوات السوفيتية إلى عمق الأراضي البولندية مطاردة العدو المنسحب بسرعة، لتصل في 19 يناير/كانون الثاني إلى حدود ألمانيا، مما اضطر القيادة الألمانية إلى ان تنقل بسرعة بضع قوات اضافية من مناطق ألمانيا الداخلية، في محاولة لاستعادة الوضع إلى وضعه السابق. لكن كل تلك المحاولت باءت بالفشل حين اجتازت قوات الجبهة البيلاروسية الأولى منطقة بوزنان الدفاعية وحاصرت يوم 25 يناير/كانون الثاني 60 الف جندي ألماني داخل المدينة.

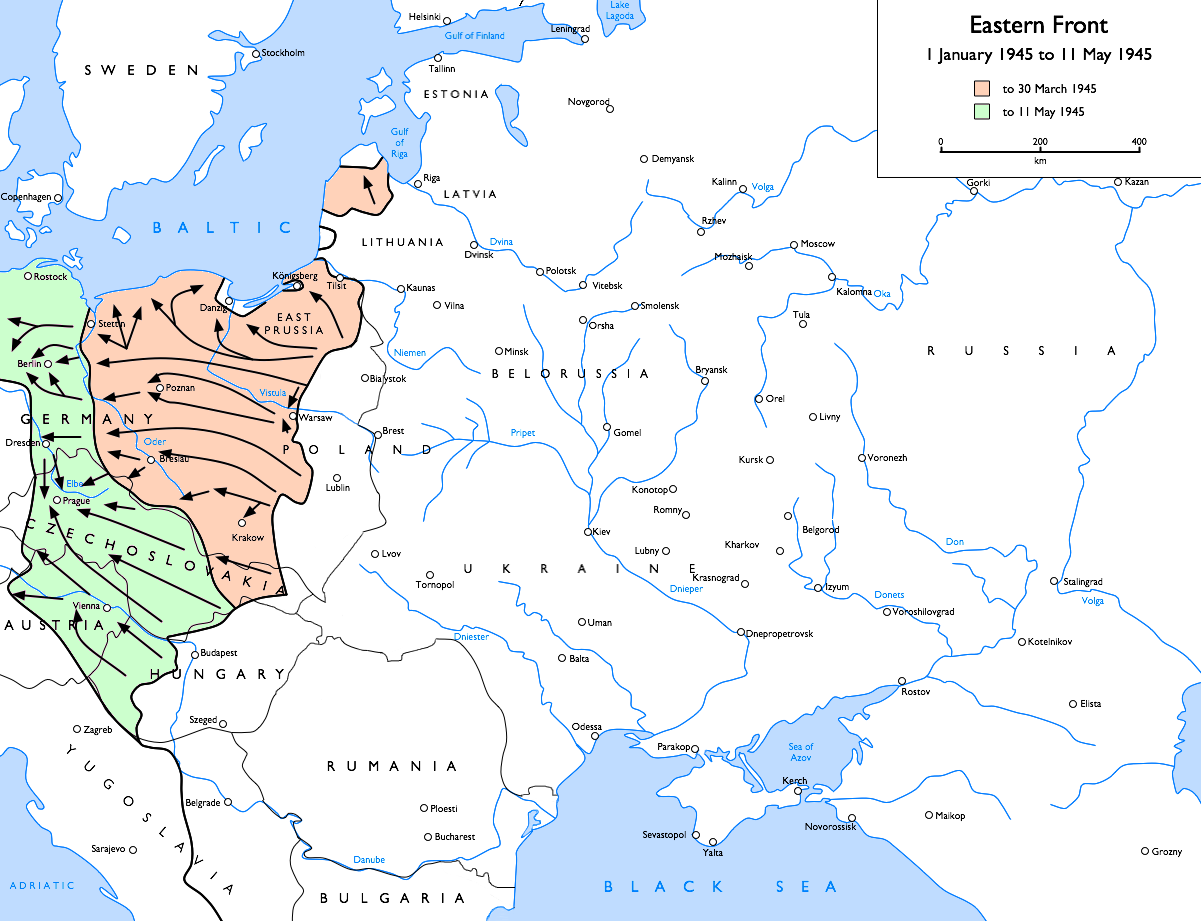
WWII Eastern Front during the 1945 Vistula-Oder offensive; the map also shows the هجوم بروسيا الشرقية، Lower Silesian Offensive, the هجوم بوميرانيا الشرقية, and the battles in جيب كورلاند. See here for an accurate map.

في الفترة ما بين 22 يناير/كانون الثاني و 3 فبراير/شباط وصلت القوات السوفيتية إلى نهر اودر الألماني واستولت على بضعة رؤوس جسور على ضفته الغربية في مناطق شتيناو وبريسلاو وكيوسترينا.
قامت القوات السوفيتية في 27 يناير/كانون الثاني عام 1945 بتحرير معتقل أوشفيتز النازي الواقع في منطقة تبعد 70 كيلومتر عن مدينة كراكوف البولندية. ويعد هذا المعتقل من أكبر المعتقلات النازية حيث قتل حتى مليوني السجناء من مختلف القوميات، بمن فيهم البولنديون والروس واليهود واليوغسلافيون والفرنسون وغيرهم. كما يعتبر معتقل «اوشفيتز» النازي رمزا من رموز المحرقة اليهودية.
أدى نجاح عملية فيسلا – اودر الهجومية إلى الاندحار الكامل ل 35 فرقة معادية. بالإضافة إلى 25 فرقة ألمانية أخرى خسرت 50 – 75 % من أفرادها. كما تم أسر 150 الف جندي ألماني. ومن أهم نتائج العملية بلوغ القوات السوفيتية المشارف البعيدة لمدينة برلين ومحاصرة قوة ألمانية كبيرة في كل من حاميتي بوزنان وبريسلاو.

## النتائج
وبينت العملية أن القوات الألمانية غير قادرة على خوض عمليات حربية ناجحة بعدة جبهات في آن واحد. كما أنها بشرت بهزيمة مؤكدة لألمانيا في الحرب العالمية الثانية. ومهدت العملية السوفيتية الهجومية الظروف الملائمة لاستعادة كيان الدولة البولندية.
أما خسائر الجيش السوفيتي الناجمة عن تلك العملية فبلغت 44 الف جندي قتيل و 116 الف جندي جريح.

## الهامش
1. ↑  Duffy pp. 51, 59
2. 1 2  Glantz (1995), p. 300
3. ↑  "عملية فيسلا – أودر الهجومية: فتح الطريق إلى برلين". روسيا اليوم. 5 نوفمبر 2009. مؤرشف من الأصل في 2020-04-17.
4. ↑  Duffy pp. 24, 25
5. ↑  Only two divisions of this corps, the 16th and فرقة بانزر 17s, were allocated to Fourth Panzer Army, where they were committed in the attempted defence of Kielce. The remaining two formations, the 19th and فرقة بانزر 25s constituted Army Group A's general reserve, and were committed in support of Ninth Army.

## وصلات خارجية
- Operation Sonnenwende: Savior of Berlin?
- Combat service and logistic support in the Vistula-Oder strategic offensive operation